# 227a Brigada Mixta (Exèrcit Popular de la República)
La 227a Brigada Mixta va ser una unitat de l'Exèrcit Popular de la República que va combatre en la Guerra civil espanyola. Integrada en la 42a Divisió, va arribar a tenir un paper rellevant durant la batalla de l'Ebre, en l'estiu de 1938.

## Historial
La unitat va ser creada el 22 d'abril de 1938 es va formar, en el si de la 42a Divisió del XV Cos d'Exèrcit, que al seu torn formava part de l'Agrupació Autònoma de l'Ebre. Com a comandant de la brigada va quedar el major de milícies Tomás Guerrero Ortega.
Al començament de la batalla de l'Ebre, el 25 de juliol de 1938 la brigada es trobava concentrada a Almatret. L'endemà, després del començament de l'ofensiva republicana, la 227a BM va travessar el riu i va tractar de conquistar la població de Faió, sense èxit. Després que l'avanç republicà es veiés detingut, la brigada va quedar dins de dita «Borsa de Faió-Mequinensa». El 5 d'agost es va concentrar en les línies defensives republicanes al voltant d'Els Auts, però després d'una forta contraofensiva franquista la brigada es va veure obligada a travessar el riu el dia 7 d'agost, sofrint importants baixes.
Com a conseqüència, va ser concentrada en la rereguarda per a la seva reorganització i el 14 de setembre va tornar a creuar l'Ebre per a rellevar a diverses forces de la 3a Divisió en el triangle Vilalba dels Arcs-Corbera-Vèrtex Gaeta. Una setmana més tard va reemplaçar a diverses unitats de la 45a Divisió Internacional en el sector del Coll del Cuso i es mantindria en aquesta posició fins al 6 d'octubre, quan va ser substituïda per la 44a Divisió. En la defensa del Coll del Cuso la brigada va sofrir fortes baixes. Tornaria una vegada més al combat: el 4 de novembre, en plena contraofensiva franquista, es trobava defensant la localitat de Miravet. Però a causa de la pressió enemiga, la 227a degué iniciar el replegament al llarg de la riba dreta del riu, aconseguint Benissanet l'endemà, Mora d'Ebre i Serra de la Picosa, el dia 7. Finalment, el dia 12 va arribar a Ascó, però per a llavors la unitat es trobava molt delmada per les baixes, pel que va haver de retirar-se a l'altre costat del riu.
A la fi de desembre, quan va començar l'Ofensiva franquista de Catalunya, la 227a BM estava situada a La Granadella. Va haver de fer front a l'atac de la 5a Divisió de Navarra. Forçada per la pressió de les tropes franquistes, el 5 de gener de 1939 la unitat va haver de retirar-se a Vinaixa, localitat que no va aconseguir defensar. Va continuar retirant-se cap al nord. El dia que Barcelona va ser conquistada per les forces franquistes, la brigada es trobava situada al Tibidabo, però les seves forces estaven delmades i molt desfetes. La 227a BM va travessar la frontera francesa pel pas de Portbou el 9 de febrer.

## Comandaments
Comandants
- Major de milícies Tomás Guerrero Ortega;
- Major de milícies Bermejo

Comissaris
- Lorenzo Arcones Grande;
- Modesto Castrillo Frías, del PCE;